# 柯丁丑

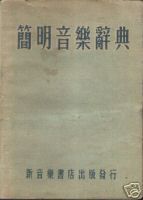
簡明音樂辭典，柯政和著

柯丁丑（1889年—1979年），字安士，又名柯政和，臺灣嘉義人；（一說為新竹人）；音樂家。他是日治時期少數留日的台籍學生。
1923年－1945年他前往中國北京推廣西方新音樂，對該領域貢獻良多。1945年8月，中日戰爭結束。他因為二戰期間支持日本軍方與汪精衛政權，遭中國政府起訴。之後雖因為台籍身分遭到釋放，不過仍於1966年的文化大革命運動中，再度遭到「公審」且導致失明及癱瘓。

## 求學
1907年，柯丁丑考上台灣總督府國語學校（後改制更名為台灣總督府台北師範學校）；該校實為日治初期，台籍學童所能就讀的最高學府。1911年畢業後，留於母校擔任教職。不久，他因音樂長才，獲得學校推薦保送東京上野音樂學校修習鋼琴與作曲理論，他亦與台籍人士張福興與李金土同為該校前後期學生。

## 台灣西方音樂創始
1915年返台後，柯丁丑仍執教於母校臺北師範學校。除了教職之外，他也與張福興籌組弦樂團，大力於台灣各地推廣西方音樂。並於1916年與張福興、一條慎三郎公開表演男聲三重唱，此為台灣罕見的音樂推廣方式。
1916年2月，臺灣音樂會成立，他不但為該會的創始人之一，在該組織也擔任講師職務。一般說起來，他與張福興等人，是為西方古典音樂於台灣的播種者。

## 遠赴中國
1919年，他前往日本繼續深造攻讀音樂。1923年，離日赴中國北京且受聘於北京師範學院音樂系擔任教職，並更名為柯政和。自此，他全心投入中國西方音樂教育的基礎工作，對中國近代音樂教育貢獻良多。
1937年，中日戰爭爆發，支持日本軍方的他，擔任日本華北統治區之北京師範大學音樂系第一任系主任，並任該校秘書兼訓導長、東亞文化協議會評議員，不久，並在隨後支持汪精衛政權，任華北政務委員會轄下的北京特別市（一度改為北平）事務次長等職，專司北京的教育文化之事務工作。

## 戰後與入獄
1945年，二次世界大戰結束。日本戰敗，柯政和遭中國政府以漢奸罪起訴並入獄候審。1946年，台籍人士組成的臺灣光復致敬團前往中國大陸，經該團成員刻意營救與奔走後，柯政和得以特例出獄，並回北京師範大學繼續任教。1949年中華人民共和國建國後，柯丁丑再度遭到解職，賦閒在家。1966年，文化大革命爆發，再度因漢奸身分遭到公審。在刑求迫害中，雙目失明並全身癱瘓。之後，並被放逐至寧夏回族自治區。1979年，病逝於該地。

## 評價
柯丁丑因為二戰期間支持日本軍方，其音樂成就遭到兩岸政府刻意忽略。事實上，他不但應用本身漢文基礎，將己身音樂長才貢獻於中國北京首善地區。也將日本國內的鋼琴音樂，小提琴音樂，交響樂等西方新音樂貢獻至中國學界。
戰後，被視為戰犯的他仍在不重視西方音樂的中國共產黨統治下，堅持他的理想。1953年，他編纂的《簡明音樂辭典》為該國此類型辭典的原創肇始者。該書收錄的四千餘條條目，更成為中國新音樂的礎石。除此，他的《拜爾鋼琴教科書》、《哈農練習曲》、《初小模範音樂教科書》、《音樂通論》等著作，都為中國、甚至台灣音樂人所熟悉。